# Acanthermia dyari
Acanthermia dyari är en fjärilsart som beskrevs av George Francis Hampson 1926. Acanthermia dyari ingår i släktet Acanthermia och familjen nattflyn. Inga underarter finns listade i Catalogue of Life.